# Карлы (деревня)
Карлы́ (баш. Ҡарлы) — деревня в Гафурийском районе Башкортостана, входит в состав Мраковского сельсовета. 

## Население
| 2002 | 2009 | 2010 |
| ---- | ---- | ---- |
| 76   | ↗98  | ↘78  |

Национальный состав
Согласно переписи 2002 года, преобладающие национальности — башкиры (63 %), чуваши (28 %).

## Географическое положение
Находится на берегу реки Белой.
Расстояние до:
- районного центра (Красноусольский): 28 км,
- центра сельсовета (Мраково): 4 км,
- ближайшей ж/д станции (Белое Озеро): 40 км.

## Известные уроженцы
- Абдуллин, Рафиль Сайфуллович  — инженер-механик, доктор технических наук (2000), профессор (2003); заслуженный деятель науки Республики Башкортостан (2006), член-корреспондент Инженерной академии РБ (1994).